# Gianluca Pessotto
Gianluca Pessotto (Latisana, 11 de agosto de 1970) é um ex-futebolista italiano que atuava como lateral-esquerdo.

## Carreira

### Clubes
Iniciou a carreira nos juvenis do Milan, onde jogou entre 1987 e 1989, mas não recebeu chances no elenco principal e assinou com o Varese, que disputava a antiga Série C2 do Campeonato Italiano. Até 1991, foram 64 jogos disputados.
Passou também por Massese, Bologna e Verona, sem muito destaque. Pelo Torino, o lateral-esquerdo fez sua estreia na Série A, tendo atuado em 32 jogos pelo Toro, marcando um gol. Seu desempenho chamou a atenção da Juventus, que pagou 7 milhões de liras para contar com Pessotto a partir da temporada 1995–96. Titular indiscutível até 2001–02, Il Professorino (apelido que recebeu por ser formado em Direito) começou a perder espaço na Vecchia Signora devido a uma lesão. Recuperado, passou a ser um reserva de luxo no time de Marcello Lippi.
Aos 35 anos de idade e praticamente fora dos planos de Fabio Capello após a contratação de Giorgio Chiellini, Pessotto decidiu encerrar a carreira em 2006.

### Seleção Italiana
Pela Seleção Italiana, Pessotto obteve sua primeira convocação em outubro de 1996, contra a Geórgia.
Esteve presente na Copa de 1998 e da Eurocopa de 2000. Nos dois torneios, a Itália seria derrotada pela França — embora o primeiro gol na decisão da Eurocopa, de Marco Delvecchio, tenha originado de um passe do lateral-esquerdo.
Não disputou a Copa de 2002 devido a uma lesão sofrida em um amistoso frente ao Uruguai. Este foi, também, o último jogo de Pessotto envergando a camisa da Seleção Italiana, pela qual atuou em 22 partidas, marcando um gol.

### Nova função na Juventus e a tentativa de suicídio
Nomeado diretor-esportivo da Juventus em maio de 2006, Pessotto voltaria às manchetes um mês depois: no dia seguinte à vitória da Itália contra a Austrália, Il Professorino se jogou de uma janela da sede da Vecchia Signora, segurando um rosário entre as mãos e se atirou por 15 metros, chegando a destruir o carro de Roberto Bettega. Falou-se em tentativa de suicídio, porém não houve qualquer prova apoiando esta especulação.
Este incidente coincidiu com a ampliação das investigações relativas à fixação de correspondência possível entre os principais clubes da Itália, incluindo a Juventus, onde Pessotto exercia o cargo até a suposta tentativa de suicídio. Embora não estivesse implicado no escândalo, o ex-jogador disse que estava deprimido e sentindo-se descontente com o seu papel no clube. Sofreu múltiplas fraturas e hemorragia interna depois da queda, sendo operado em seguida para correção das lesões. Em 17 de julho, a equipe médica declarou que Pessotto estava fora de perigo e afirmou que ele não teria nenhum dano mental ou paralisia. Após a conquista do título da Copa de 2006, Fabio Cannavaro, Alessandro Del Piero, Gianluca Zambrotta e Ciro Ferrara foram até o hospital onde o ex-jogador estava internado e posaram com a Taça FIFA juntamente com Pessotto, que voltou ao futebol em 2011, como técnico da equipe Primavera da Juventus, onde está até hoje.

## Títulos
Juventus
- Serie A: 1996–97, 1997–98, 2001–02, 2002–03
- Supercopa da Itália: 1995, 1997, 2002, 2003
- Liga dos Campeões da UEFA: 1995–96
- Copa Intercontinental: 1996
- Supercopa da UEFA: 1996
- Copa Intertoto da UEFA: 1999